# Abelard Reuchlin
Abelard Reuchlin este un scriitor american. El este cel mai cunoscut pentru teoria sa conspirativă privind originea creștinismului.

## Teorie
Potrivit lui Reuchlin, vechea familie aristocratică romană Piso a conspirat pentru a obține controlul politic și spiritual al Imperiului Roman prin crearea unei noi religii bazată pe Tora evreiască, cu scopul de a contracara popularitatea iudaismului și puterea politică a acestuia, în timp ce evreii reprezentau cca. 10% din populația Imperiului, la acea vreme, secolul I.
Familia Piso s-ar fi folosit de istoricul Flavius Josephus, despre care Reuchlin crede că numele său real era Arius Calpurnius Piso, iar ulterior de unii din fiii acestuia Fabius Justus Piso, soțul nepoatei și Proculus Piso, Pliniu cel Tânăr și fiul acestuia, Justus, pentru a scrie Noul Testament, a doua parte a Bibliei, ce are 27 de cărți.
Cele 27 de cărți produse de familia Piso în Noul Testament, au fost codificate de un simbolism ascuns, pe care l-au folosit pentru a-și semna drepturile de autor:
- Marcu: Arius Calpurnius Piso, 65-70 d.Hr.
- Matei: Arius Calpurnius Piso,  70-75 d.Hr.
- Luca: 85-90 Arius Calpurnius Piso și Pliniu cel Tânăr
- Ioan: Justus Calpurnius Piso, unul din fiii lui Arius Calpurnius Piso, 105 d.Hr.
- Faptele Apostolilor: cap. 1-15 Arrius Piso și Justus Piso, cap.16-17 Justus Piso, cap.18-19 Justus Piso și Pliniu cel Tânăr, 96-100 d.Hr.
- Romani: Proculus Calpurnius Piso, unul din fiii lui Arius Calpurnius Piso și Claudia Phoebe Piso, 100 d.Hr.
- 1 Corinteni, Galateni și Efeseni: Pliniu cel Tânăr, 100-103 d.Hr.
- 2 Corinteni și Efeseni:  Justus Calpurnius Piso, 103-105 d.Hr.
- Coloseni: Julius Calpurnius Piso și fiul său Julianus, 106-107 d.Hr.
- 1 Tesaloniceni și 2 Tesaloniceni:  Julius Calpurnius Piso și Julianus, 105-110 d.Hr.
- 1 Timotei: Pliniu cel Tânăr, 105 d.Hr.
- 2 Timotei: Justus Calpurnius Piso, 107 d.Hr.
- Tit: Pliniu cel Tânăr, 103-105 d.Hr.
- Filimon:  Julius Calpurnius Piso și Julianus, 105-110 d.Hr.
- Iacob:  Julius Calpurnius Piso, 110 d.Hr.
- 1 Petru și 2 Petru: Proculus Calpurnius Piso, 110-115 d.Hr.
- 1 Ioan, 2 Ioan și 3 Ioan: Julius Calpurnius Piso, un alt fiu al lui Arius Calpurnius Piso, 110-115 d.Hr.
- Iuda:  Julius Calpurnius Piso, 110-115 d.Hr.
- Apocalipsa: Julius Calpurnius Piso, 136-137 d.Hr.
- Evrei: Flavius Arrianus Piso, nepot al lui Arrius Piso, 140 d.Hr.

## Legături externe
- Declarațiile controversate ale unui cercetător american: povestea lui Iisus a fost inventată pentru a-i ține sub control pe săraci
- Caesar's Messiah en.wikipedia.org
- en  Pagina pe internet a lui Abelard Reuchlin[nefuncțională]
- en  Rome needed Christianity
- en  Articol despre cartea The synthesis of Christianity
- en  Bibliotecapleyades.net: Flavius Josephus Was Really Arrius Piso
- en  reuchlina.tripod.com
- en  The Roman Piso Homepage Bookshelf